# Привокзальний майдан (Тернопіль)
Привокза́льний майда́н — майдан у середмісті Тернополя.

## Пам'ятники
Вокзал залізничної станції, споруджений впродовж 1903—1906 років (перша будівля виникла ще 1870 року). Останні опоряджені роботи виконані в 1999—2000 роках.

## Транспорт
Біля майдану знаходяться зупинки "Залізничний вокзал", до яких курсують автобуси № 14, 15, 16, 19, 20, 20А, 22, 22А, 24, 25, 26, 26А, 27, 28, 30, 35, 36, 39, тролейбуси № 3, 5, 6, 7, 8, 9.

## Світлини

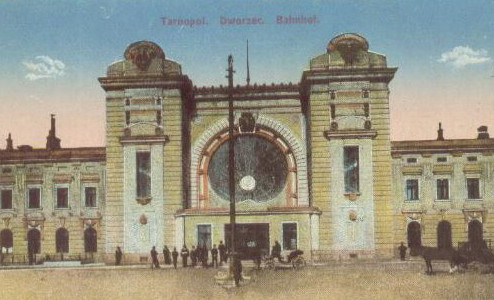
Вокзал Тернополя у 1914 р.
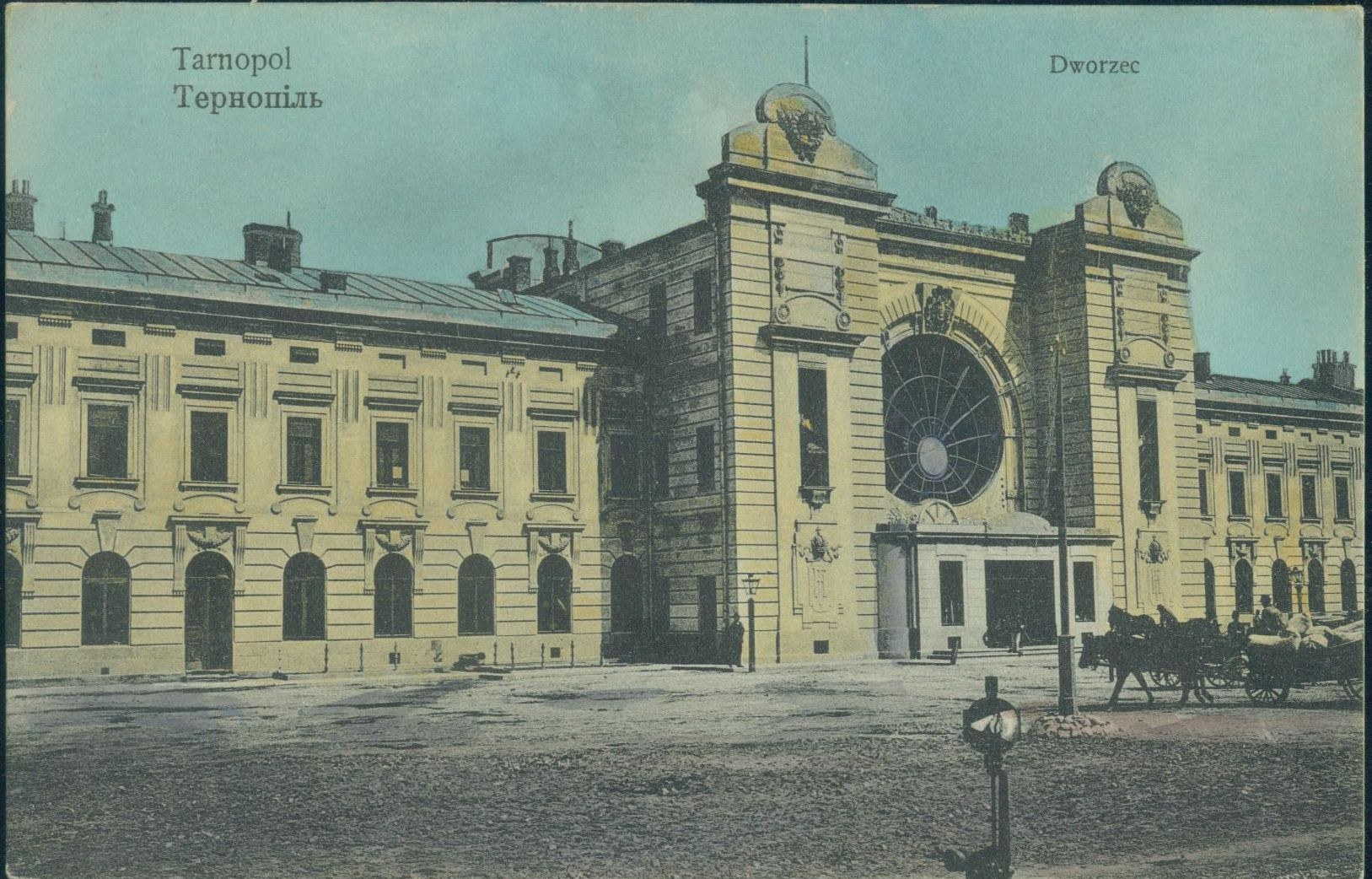
Вокзал Тернополя у 1918 р.
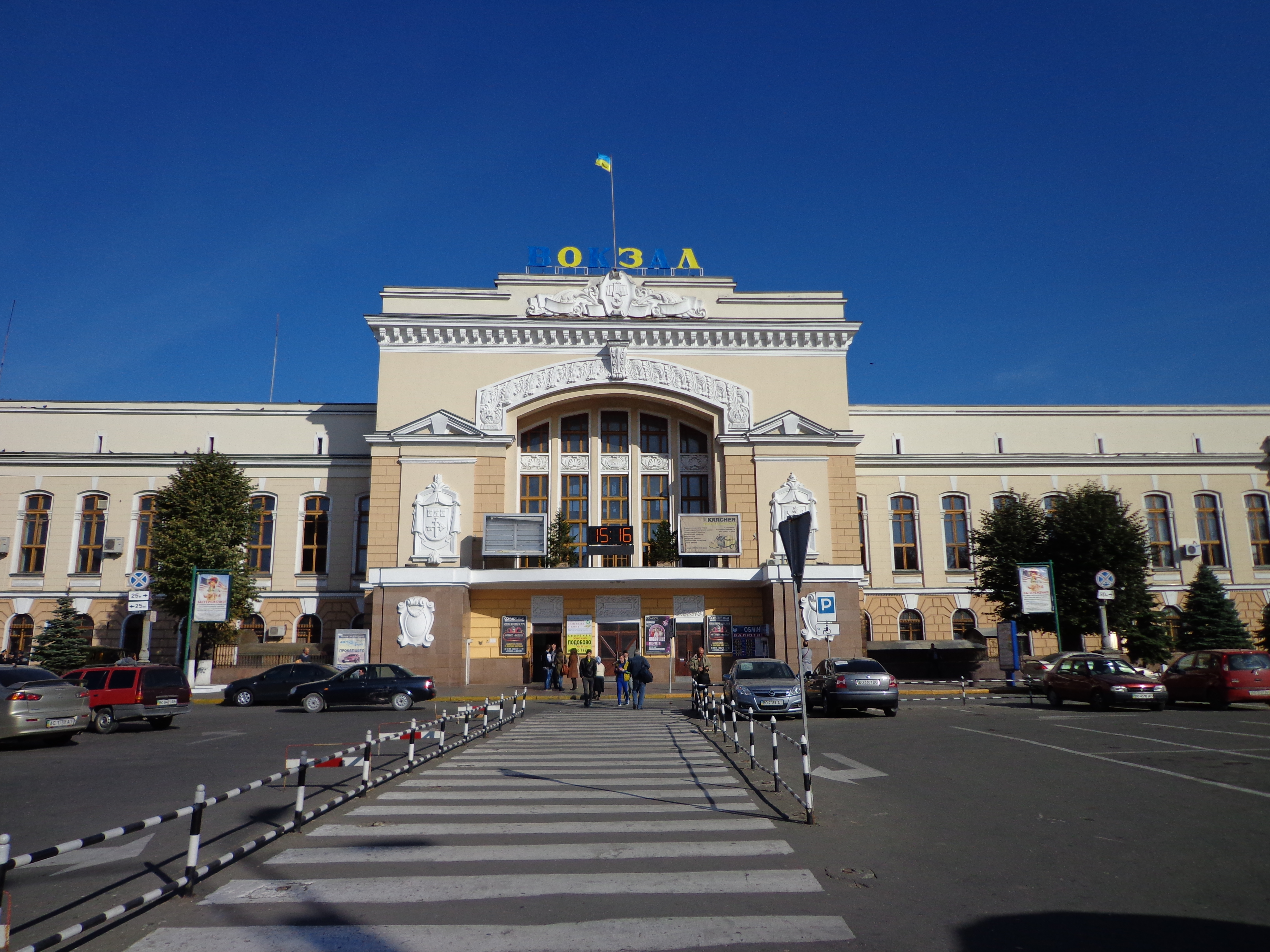
Привокзальний майдан. Сучасність